# Naomi Klein

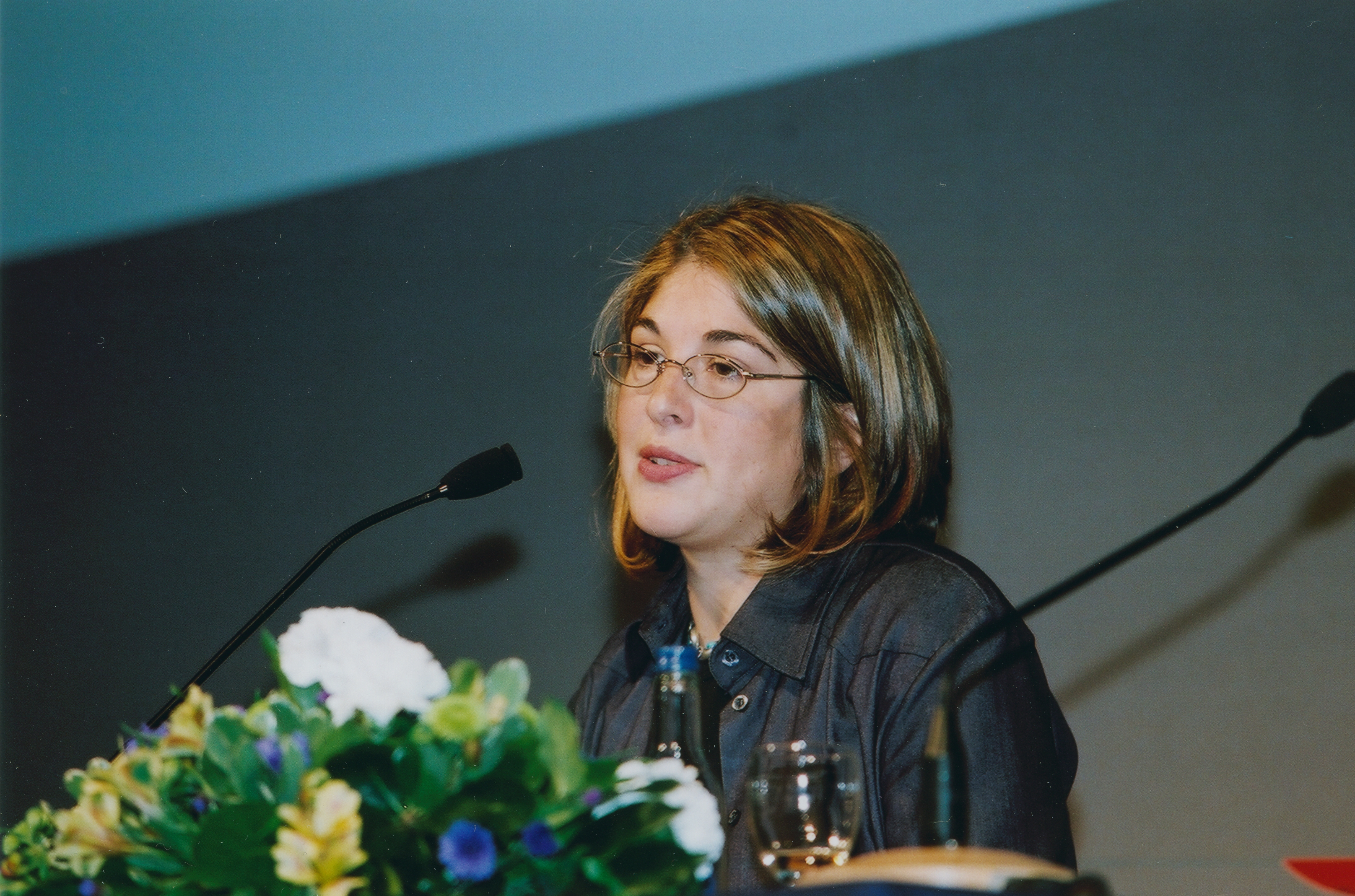
Naomi Klein, 2002.

Naomi Klein, född 8 maj 1970 i Montréal, är en kanadensisk författare, aktivist och filmskapare. Hon är mest känd för boken No Logo (1999) som gjort henne till förgrundsgestalt för den globala rättviserörelsen. Hon är även kolumnist i tidskrifterna The Nation (USA), In These Times (USA), The Globe and Mail (Kanada), This Magazine (Kanada), Harper's Magazine (USA), The Guardian (Storbritannien) och The Intercept (USA).
2007 publicerade Klein Chockdoktrinen, som behandlar vad hon menar är katastrofkapitalismens genombrott. I boken driver hon tesen att aktörer som verkar för avreglerad kapitalism utnyttjar kriser för att driva igenom impopulära politiska förändringar, då berörda samhällen är för chockade för att kunna samla sig till motstånd. En dokumentärfilm baserad på boken släpptes 2009.
2014 släppte Klein boken Det här förändrar allt. Hon menar i den att den globala uppvärmningen inte kan stoppas under den nuvarande kapitalistiska politiska ordningen.
Kleins föräldrar var amerikaner som emigrerade till Kanada för att fadern ville undgå att bli inkallad till militärtjänstgöring i Vietnamkriget. Hon är gift med dokumentärfilmaren och tv-journalisten Avi Lewis och med honom har hon en son född 2012.

## Utmärkelser
- National Business Book Award, för No Logo,  2001
- National Magazine Award,  2009
- Izzy Award,  2015[2]
- American Book Awards,  2015
- Sydneys fredspris,  2016[3]
- James Aronson Award

[Redigera Wikidata]